# Alena Neumiarjitskaia
Alena Neumiarjitskaia (Belarús, 27 de juliol de 1980) és una atleta belarussa, especialista en la prova de 4x100 m, en la qual ha aconseguit ser medallista de bronze mundial en 2005.

## Carrera esportiva
En el Mundial de Hèlsinki 2005 va guanyar la medalla de bronze en els relleus 4x100 m, amb un temps de 42,56 segons (rècord nacional de Belarús), després dels Estats Units i Jamaica, i sent les seves companyes d'equip: Natalya Sologub, Yulia Nestsiarenka i Oksana Dragun.